# جزیره مردگان (نقاشی)

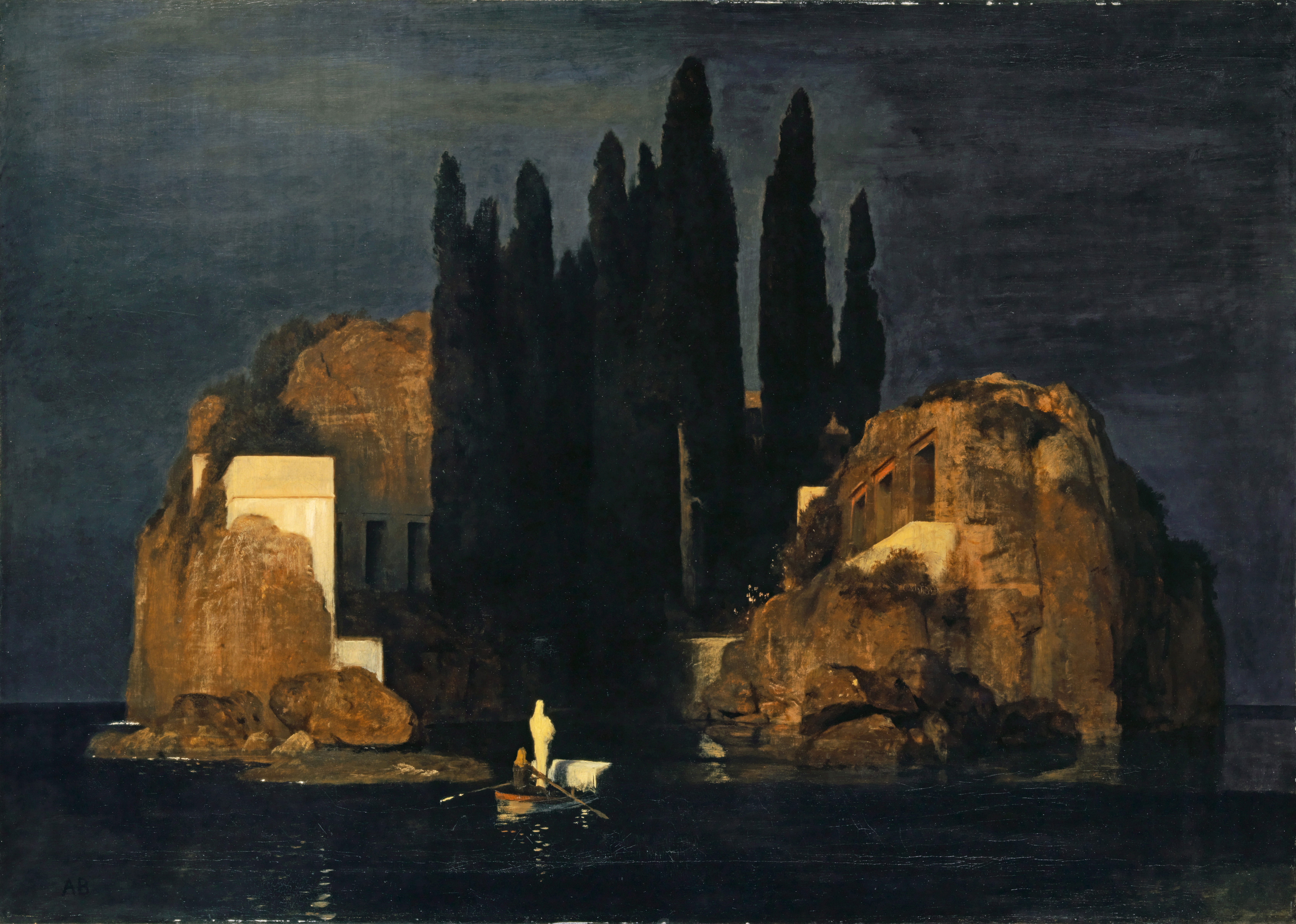
جزیره مردگان: نسخه «بازل»، ۱۸۸۰

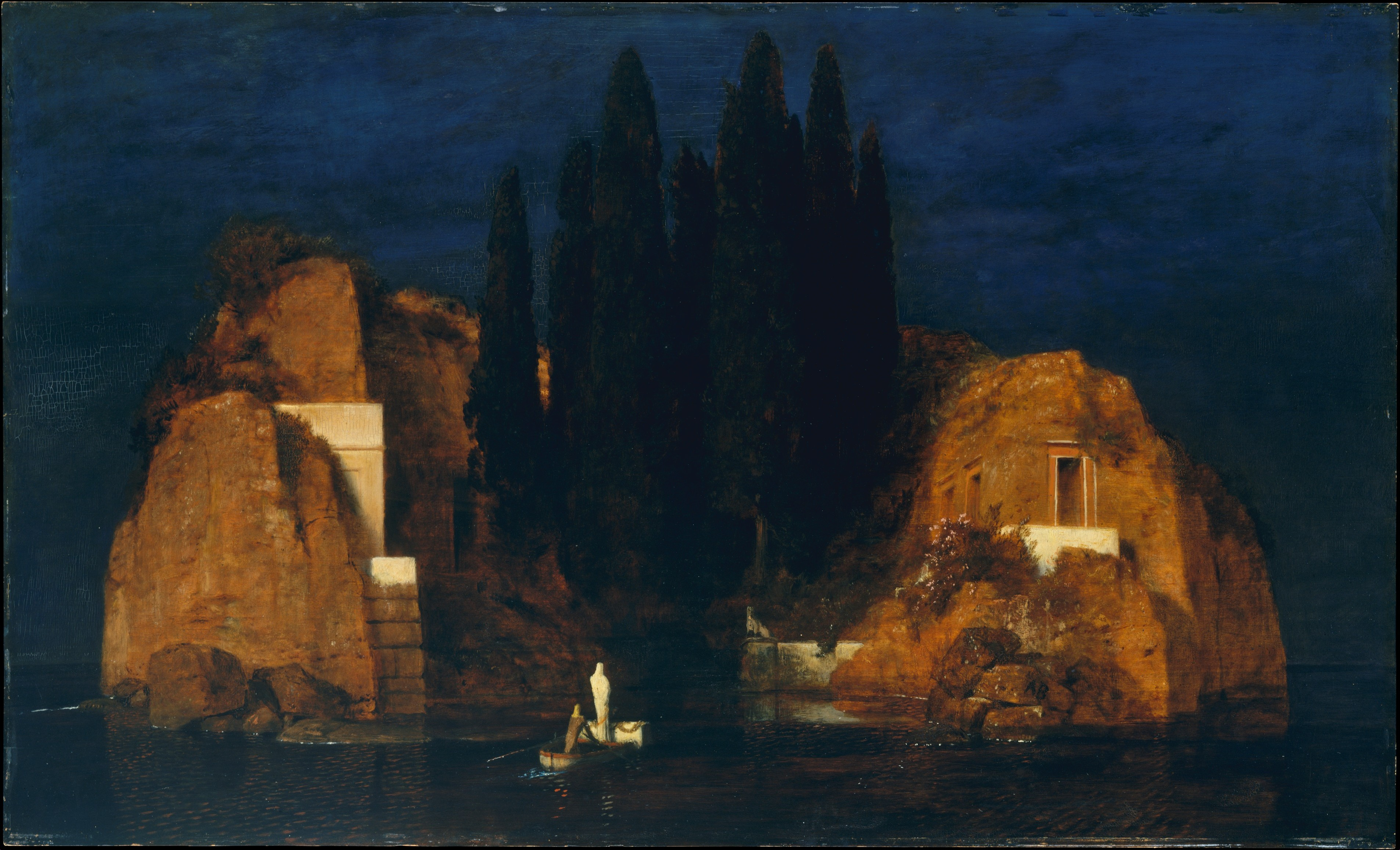
جزیره مردگان (۱۸۸۰) میلادی نسخه متعلق به موزه متروپولیتن نیویورک

جزیرهٔ مردگان یا جزیرهٔ مرگ (آلمانی: Die Toteninsel) نقاشی اسرارآمیز هنرمند سوئیسی، آرنولد بوکلین است که مشهورترین اثر او به‌شمار می‌رود. پنج نسخه از این نقاشی طی سال‌های ۱۸۸۰ تا ۱۸۸۶ کشیده شد.
جزیره مردگان در سال‌های آغازین قرن بیستم از محبوبیت فوق‌العاده‌ای به‌خصوص در اروپای مرکزی برخوردار بود و کپی‌های بسیاری از آن در خانه‌ها یافت می‌شد.